# Bear Creek (Wisconsin)
Bear Creek és una població dels Estats Units a l'estat de Wisconsin. Segons el cens del 2000 tenia 415 habitants.

## Demografia
Segons el cens del 2000, Bear Creek tenia 415 habitants, 155 habitatges, i 112 famílies. La densitat de població era de 174,2 habitants per km².
Dels 155 habitatges en un 31,6% hi vivien nens de menys de 18 anys, en un 51% hi vivien parelles casades, en un 14,2% dones solteres, i en un 27,1% no eren unitats familiars. En el 21,3% dels habitatges hi vivien persones soles el 6,5% de les quals corresponia a persones de 65 anys o més que vivien soles. El nombre mitjà de persones vivint en cada habitatge era de 2,67 i el nombre mitjà de persones que vivien en cada família era de 3,08.
Per edats la població es repartia de la següent manera: un 28,2% tenia menys de 18 anys, un 10,8% entre 18 i 24, un 29,2% entre 25 i 44, un 22,7% de 45 a 60 i un 9,2% 65 anys o més.
L'edat mediana era de 33 anys. Per cada 100 dones de 18 o més anys hi havia 105,5 homes.
La renda mediana per habitatge era de 39.375 $ i la renda mediana per família de 46.250 $. Els homes tenien una renda mediana de 34.750 $ mentre que les dones 19.653 $. La renda per capita de la població era de 16.556 $. Aproximadament el 6,7% de les famílies i el 8% de la població estaven per davall del llindar de pobresa.

## Poblacions més properes
El següent diagrama mostra les poblacions més properes.